# Landsharks de Columbus
 (février 2024).
Si vous disposez d'ouvrages ou d'articles de référence ou si vous connaissez des sites web de qualité traitant du thème abordé ici, merci de compléter l'article en donnant les références utiles à sa vérifiabilité et en les liant à la section « Notes et références ».
Les Landsharks de Columbus (en anglais : Columbus Landsharks) sont une ancienne équipe de crosse de la National Lacrosse League  établie à Columbus (Ohio). Depuis 2003, l'équipe a déménagé à Glendale (Arizona) sous le nom du Sting de l'Arizona.

## Saison par saison
| Saison | Division  | V-D   | Class. | Domicile | Extérieur | GF  | GA  | Séries éliminatoires |
| ------ | --------- | ----- | ------ | -------- | --------- | --- | --- | -------------------- |
| 2001   |           | 3-11  | 8e     | 1-6      | 2-5       | 134 | 201 | --                   |
| 2002   | Central   | 5-11  | 5e     | 2-6      | 3-5       | 198 | 230 | --                   |
| 2003   | Central   | 8-8   | 4e     | 4-4      | 4-4       | 184 | 203 | --                   |
| Total  | 3 saisons | 16-30 |        | 7-16     | 9-14      | 516 | 634 |                      |